# Als wir träumten
Als wir träumten is een Duits-Franse film uit 2015 onder regie van Andreas Dresen en gebaseerd op het gelijknamig boek van Clemens Meyer. De film ging in première op 9 februari op het Internationaal filmfestival van Berlijn in de competitie voor de Gouden en Zilveren Beer.

## Verhaal
De film volgt de vrienden Rico, Daniel, Paul en Mark in Leipzig na de val van de Berlijnse Muur in 1989. Door de Duitse hereniging gelden er nieuwe regels en de jongens hangen rond, stelen auto’s en experimenteren met drugs. In de maalstroom van dit nieuwe leven volgt ieder zijn eigen dromen.

## Rolverdeling
| Acteur            | Personage |
| ----------------- | --------- |
| Merlin Rose       | Dani      |
| Julius Nitschkoff | Rico      |
| Marcel Heuperman  | Pitbull   |
| Joel Basman       | Mark      |
| Frederic Haselon  | Paul      |
| Ruby O. Fee       | Sternchen |